# Platynectes nigerrimus
Platynectes nigerrimus är en skalbaggsart som först beskrevs av Aubé 1838.  Platynectes nigerrimus ingår i släktet Platynectes och familjen dykare. Inga underarter finns listade i Catalogue of Life.